# Хавіто
Франсіско Хав'єр Пераль (ісп. Francisco Javier Peral, нар. 4 листопада 1983, Моралеха), відомий як Хавіто (ісп. Javito — іспанський футболіст, що грав на позиції нападника за низку іспанських та грецьких клубних команд.

## Ігрова кар'єра
Вихованець системи підготовки гравців «Барселони». Протягом 2001–2006 років грав за третю і другу команди клубу. За його головну команду провів лише одну гру у грудні 2004 року в рамках групового етапу Ліги чемпіонів проти донецького «Шахтаря» (поразка 0:2). 
Влітку 2006 року перейшов до грецького «Аріса», за який відіграв чотири з половиною сезони. Був одним з відразу декількох іспанців, що захищали на той час кольори команди із Салонік.
У січні 2011 року повернувся на батьківщину, ставши гравцем «Депортіво», утім так і не зіграв за команду жодної офіційної гри через бюрократичні проблеми, пов'язані з трансферною документацією. Поки тривала бюрократична тяганина команда з Ла-Коруньї втратила місце у Ла-Лізі, і гравець її залишив.
Влітку того ж 2011 року повернувся до Греції на запрошення іспанського тренера Ернесто Вальверде, що очолював на той час «Олімпіакос». Однак у пірейській команді майже не отримував ігровий час, 2012 року був відданий в оренду до турецького «Ордуспора», а згодом його контракт було розірвано. 
На початку 2013 року знайшов варіант продовження кар'єри на батьківщині, ставши гравцем друголігового «Еркулеса», а за півроку приєднавшись до іншого представника Сегунди «Алькоркона».
Протягом 2014–2016 років знову виступав у Греції, був гравцем вищолігових команд «Керкіра» та «Пантракікос», а завершував кар'єру на батьківщині виступамі до 2020 року за нижчолігові «Гіхуело» та «Корію».